# Sphaerodactylus grandisquamis
Sphaerodactylus grandisquamis — вид геконоподібних ящірок родини Sphaerodactylidae. Ендемік Пуерто-Рико. Раніше вважався конспецифічним з Sphaerodactylus macrolepis, однак за результатами дослідження 2019 року був визнаний окремим видом.

## Підвиди
Виділяють шість підвидів:
- Sphaerodactylus grandisquamis ateles Thomas & Schwartz, 1966 — південний захід Пуерто-Рико;
- Sphaerodactylus grandisquamis grandisquamis Stejneger, 1904 — крайній схід Пуерто-Рико і сусідні острівці Кайо-Сантьяго[en], Кайо-Альгодонес, Кайо-Батата[en] та Ісла-Пільєрос;
- Sphaerodactylus grandisquamis guarionex Thomas & Schwartz, 1966 — північ і північний захід Пуерто-Рико;
- Sphaerodactylus grandisquamis mimetes Thomas & Schwartz, 1966 — південь Пуерто-Рико;
- Sphaerodactylus grandisquamis spanius Thomas & Schwartz, 1966 — гори Кордильєра-Сентраль[en] і Сьєрра-де-Кайї[en];
- Sphaerodactylus grandisquamis stibarus Thomas & Schwartz, 1966 — острів Ісла-Піньєрос.

## Поширення і екологія
Sphaerodactylus grandisquamis живуть у вологих тропічних лісах серед опалого листя, в прибережних кокколобових заростях, в кокосових гаях і мангрових заростях, трапляються на плантаціях та поблизу людських поселень. Зустрічаються на висоті до 850 м над рівнем моря. Живляться колемболами, рівноногими, павуками і комахами, відкладають яйця.